# العلاقات الغابونية القطرية
العلاقات الغابونية القطرية هي العلاقات الثنائية التي تجمع بين الغابون وقطر.

## مقارنة بين البلدين
هذه مقارنة عامة ومرجعية للدولتين:
| وجه المقارنة                                              | الغابون                        | قطر           |
| --------------------------------------------------------- | ------------------------------ | ------------- |
| المساحة (كم2)                                             | 267.67 ألف                     | 11.44 ألف     |
| عدد السكان (نسمة)                                         | 2.03 مليون                     | 2.64 مليون    |
| الكثافة السكانية (ن./كم²)                                 | 7.58                           | 230.77        |
| العاصمة                                                   | ليبرفيل                        | الدوحة        |
| اللغة الرسمية                                             | لغة فرنسية                     | اللغة العربية |
| العملة                                                    | فرنك وسط أفريقي                | ريال قطري     |
| الناتج المحلي الإجمالي (بليون دولار)                      | 14.62 مليار                    | 167.61 مليار  |
| الناتج المحلي الإجمالي (تعادل القوة الشرائية) بليون دولار | 34.65 مليار                    | 316.40 مليار  |
| الناتج المحلي الإجمالي الاسمي للفرد دولار أمريكي          | 8.27 ألف                       | 73.65 ألف     |
| الناتج المحلي الإجمالي للفرد دولار أمريكي                 | 19.43 ألف                      | 141.54 ألف    |
| مؤشر التنمية البشرية                                      | 0.684                          | 0.850         |
| رمز المكالمات الدولي                                      | +241                           | +974          |
| رمز الإنترنت                                              | .ga                            | .qa           |
| المنطقة الزمنية                                           | ت ع م+01:00، توقيت غرب أفريقيا | ت ع م+03:00   |

## منظمات دولية مشتركة
يشترك البلدان في عضوية مجموعة من المنظمات الدولية، منها:
| علم المنظمة | اسم المنظمة                               | تاريخ انضمام الغابون | تاريخ انضمام قطر |
| ----------- | ----------------------------------------- | -------------------- | ---------------- |
|             | يونسكو                                    | 16 نوفمبر 1960       | 27 يناير 1972    |
|             | مؤسسة التمويل الدولية                     | 20 أكتوبر 1970       | 11 أكتوبر 2008   |
|             | منظمة التعاون الإسلامي                    | ?                    | ?                |
|             | المركز الدولي لتسوية المنازعات الاستشارية | 14 أكتوبر 1966       | 20 يناير 2011    |
|             | منظمة حظر الأسلحة الكيميائية              | ?                    | ?                |
|             | منظمة التجارة العالمية                    | ?                    | ?                |
|             | وكالة ضمان الاستثمار متعدد الأطراف        | 26 مارس 2003         | 22 أكتوبر 1996   |
|             | الاتحاد البريدي العالمي                   | ?                    | ?                |
|             | منظمة الشرطة الجنائية الدولية             | ?                    | ?                |
|             | الأمم المتحدة                             | 20 سبتمبر 1960       | 21 سبتمبر 1971   |
|             | الاتحاد الدولي للاتصالات                  | 28 ديسمبر 1960       | 27 مارس 1973     |
|             | البنك الدولي للإنشاء والتعمير             | 10 سبتمبر 1963       | 25 سبتمبر 1972   |

## وصلات خارجية
- موقع وزارة الخارجية القطرية